# 19th Screen Actors Guild Awards
Den 19th Annual Screen Actors Guild Awards-uddeling, der hylder de bedste der hylder de bedste præstationer inden for film og fjernsyn i året 2012 vil blive afholdt den 27. januar 2013.

## Eksterne links
- SAG Awards official siteArkiveret 21. april 2012 hos  Wayback Machine